# Врело (Ниш)
Врело је насељено место у градској општини Пантелеј на подручју града Ниша у Нишавском округу. Налази се у подножју Бајтарице (742 м) и у близини Грамаде, удаљено 17 км североисточно од центра Ниша. Према попису из 2022. било је 169 становника (према попису из 1991. било је 288 становника).

## Историја
Као и суседно село Јасеновик тако је и Врело давнашње село чије црквиште указује да је егзистирало још у српском средњем веку. Турски попис 1498. године евидентирао га је под истим називом (Врело) као спахилук (зеамет) Ибрахим-бега из Ниша са 60 домова, 24 неожењена, 5 удовичких домова, 4 рајинске воденице (које раде пола године) и са давањима која износе 8.912 акчи. Према турском попису нахије Ниш из 1516. године, место је било једно од 111 села нахије и носило је исти назив као данас, а имало је 74 кућа, 6 удовичка домаћинства, 10 самачка домаћинства. Планински смештај и скровитост су вероватно разлог што о овом селу у каснијим вековима једва да има података, све до ослобођења од Турака. Крајем 19. века (1895. године) Врело је мање село са 33 домаћинства и 274 становника, а 1930. године у њему је живело 50 домаћинстава и 289 становника.
По ослобођењу од Турака атарска земља је коначно прешла у руке месних, већином задружних домаћинстава, али је било и заједничких (сеоских) терена под шумом и испашом. С распадом породичних задруга крајем 19. и почетком 20. века одвијао се процес уситњавања земљишта, а са постепеним укључивањем у тржишну привреду током прве половине 20. века, нарочито после изградње железничке пруге Ниш - Зајечар 1922. године, почела је знатно слабити шумско-сточарска, а јачати ратарска и непољопривредна оријентација (рад на прузи и радничко запошљавање). Старо сеоско насеље боље је одговарало старим економским и друштвеним погодбама, а било је и ближе врелу (по којем је и добило име), али је било стешњено у долу. Поједина домаћинства почела су се од 1950/52. године измештати из старог насеља и лоцирати 1 км ниже и ближе друму и железничкој прузи; ускоро је на новој локацији никло ново насеље док је старо запустело. Истовремено, одвијао се и процес напуштања чисте пољопривреде преласком на градска занимања и мешовиту привреду. Године 1971. Врело је имало 6 пољопривредних, 67 мешовитих и 11 непољопривредних домаћинстава.

## Саобраћај
До Врела се може доћи приградском линијом 16 ПАС Ниш - Доња Врежина - Горња Врежина - Малча - Јасеновик - Врело, као и међуградским линијама за Источну Србију (Сврљиг, Књажевац, Бор, Зајечар, Неготин, Кладово).

## Демографија
У насељу Врело живи 195 пунолетних становника, а просечна старост становништва износи 52,3 година (50,3 код мушкараца и 54,8 код жена). У насељу има 75 домаћинства, а просечан број чланова по домаћинству је 2,25.
Ово насеље је великим делом насељено Србима (према попису из 2002. године), а у последња три пописа, примећен је пад у броју становника.
|  |

| Демографија | Демографија | Демографија |
| Година      | Становника  | Становника  |
| ----------- | ----------- | ----------- |
| 1948.       | 416         |             |
| 1953.       | 456         |             |
| 1961.       | 439         |             |
| 1971.       | 400         |             |
| 1981.       | 314         |             |
| 1991.       | 288         | 288         |
| 2002.       | 287         | 287         |
| 2011.       | 225         |             |
| 2022.       | 169         |             |

| Етнички састав према попису из 2002.‍ | Етнички састав према попису из 2002.‍ | Етнички састав према попису из 2002.‍ | Етнички састав према попису из 2002.‍ | Етнички састав према попису из 2002.‍ |
| ------------------------------------ | ------------------------------------ | ------------------------------------ | ------------------------------------ | ------------------------------------ |
|                                      |                                      |                                      |                                      |                                      |
| Срби                                 | Срби                                 |                                      | 286                                  | 99,65%                               |
| Југословени                          | Југословени                          |                                      | 1                                    | 0,34%                                |
| непознато                            | непознато                            |                                      | 0                                    | 0,0%                                 |

| Година пописа     | 1948. | 1953. | 1961. | 1971. | 1981. | 1991. | 2002. |
| ----------------- | ----- | ----- | ----- | ----- | ----- | ----- | ----- |
| Број домаћинстава | 73    | 81    | 91    | 84    | 79    | 84    | 84    |

| Број чланова      | 1  | 2  | 3  | 4  | 5 | 6  | 7 | 8 | 9 | 10 и више | Просек |
| ----------------- | -- | -- | -- | -- | - | -- | - | - | - | --------- | ------ |
| Број домаћинстава | 15 | 16 | 12 | 19 | 9 | 10 | 2 | 0 | 1 | 0         | 3,42   |

| Пол    | Укупно | Неожењен/Неудата | Ожењен/Удата | Удовац/Удовица | Разведен/Разведена | Непознато |
| ------ | ------ | ---------------- | ------------ | -------------- | ------------------ | --------- |
| Мушки  | 126    | 36               | 76           | 11             | 3                  | 0         |
| Женски | 122    | 13               | 77           | 24             | 8                  | 0         |
| УКУПНО | 248    | 49               | 153          | 35             | 11                 | 0         |

| Пол    | Укупно                    | Пољопривреда, лов и шумарство | Рибарство                            | Вађење руде и камена | Прерађивачка индустрија       |
| ------ | ------------------------- | ----------------------------- | ------------------------------------ | -------------------- | ----------------------------- |
| Мушки  | 96                        | 46                            | 0                                    | 0                    | 13                            |
| Женски | 70                        | 58                            | 0                                    | 0                    | 5                             |
| УКУПНО | 166                       | 104                           | 0                                    | 0                    | 18                            |
| Пол    | Производња и снабдевање   | Грађевинарство                | Трговина                             | Хотели и ресторани   | Саобраћај, складиштење и везе |
| Мушки  | 3                         | 9                             | 6                                    | 2                    | 14                            |
| Женски | 0                         | 0                             | 3                                    | 1                    | 0                             |
| УКУПНО | 3                         | 9                             | 9                                    | 3                    | 14                            |
| Пол    | Финансијско посредовање   | Некретнине                    | Државна управа и одбрана             | Образовање           | Здравствени и социјални рад   |
| Мушки  | 0                         | 0                             | 3                                    | 0                    | 0                             |
| Женски | 0                         | 0                             | 0                                    | 2                    | 1                             |
| УКУПНО | 0                         | 0                             | 3                                    | 2                    | 1                             |
| Пол    | Остале услужне активности | Приватна домаћинства          | Екстериторијалне организације и тела | Непознато            | Непознато                     |
| Мушки  | 0                         | 0                             | 0                                    | 0                    | 0                             |
| Женски | 0                         | 0                             | 0                                    | 0                    | 0                             |
| УКУПНО | 0                         | 0                             | 0                                    | 0                    | 0                             |